# Abronia aurita
Abronia aurita es una especie de diploglosos de la familia Anguidae. Es endémico de altiplano central de Guatemala. Su presencia en el sur de México es incierta. Su rango altitudinal oscila entre 2000 y 2660 m s. n. m..

## Estado de conservación
Se encuentra amenazada por la pérdida de su hábitat natural.